# Gnophos pullata
Gnophos pullata là một loài bướm đêm trong họ Geometridae.